# Луцій Квінкцій Цинціннат (військовий трибун з консульською владою 438 року до н. е.)
Лу́цій Кві́нкцій Цинцінна́т (лат. Lucius Quinctius L.f. Cincinnatus; ? — після 420 р. до н. е.) — військовий та політичний діяч Римської республіки, військовий трибун з консульською владою (консулярний трибун) 438, 425 і 420 років до н. е., начальник кінноти 437 року до н. е.

## Життєпис
Походив з патриціанського роду Квінкціїв. Син Луція Квінкція Цинцінната та Рацилії. Замолоду був притягнутий до суду народними трибунами стосовно зради держави, втім завдяки батькові був виправданий.
У 438 році до н. е. його було вперше обрано військовим трибуном з консульською владою разом з Мамерком Емілієм Мамерціном та Луцієм Юлієм Юлом. Разом із своїми колегами брав участь у війні проти міста Фідени, яке повстало проти влади Римської республіки за підтримки Толумнія, царя Веїв, який убив римських посланців.
У 437 році до н. е. диктатор Мамерк Емілій Мамерцін призначив Цинцінната своїм заступником — начальником кінноти. У битві при Фіденах він керував центром римської армії. Мамерк і Луцій з успіхом закінчили війну проти фіденів, за що отримали від сенату тріумф.
У 425 році до н. е. його було вдруге обрано військовим трибуном з консульською владою, цього разу разом з Авлом Семпронієм Атратіном, Луцієм Фурієм Медуліном, Луцієм Горацієм Барбатом. На цій посаді воював проти веїв та еквів. За підсумками війни було укладено мир з веями на 20 років, а з еквами — на 3 роки.
У 420 році до н. е. Луція Квінкція втретє було обрано військовим трибуном з консульською владою знову разом з Авлом Семпонієм Атрацином, Луцієм Фурієм Медуліном і, також, Марком Манлієм Вульсоном. На цій посаді разом із колегами проводив політику на користь патриціїв, тому що того року обрали квесторів виключно з патриціїв, чим ці трибуни викликали ненависть з боку плебеїв. 
Подальша доля Луція Квнікція невідома.

## Родина
- Тит Квінкцій Пен Цинціннат, консул 431 року до н. е.